# 連川貞弘
連川 貞弘（つれかわ さだひろ）は、日本の工学者。専門は材料科学・工学。
熊本県出身。

## 経歴
熊本県立玉名高等学校をへて、1985年熊本大学工学部金属工学科卒業。1987年九州大学大学院総合理工学研究科 材料開発工学専攻 修士課程修了。
1990年より九州大学助手、1997年より東北大学助教授、2008年より熊本大学教授に就任。
2018年熊本大学工学部副工学部長、2020年に工学部長兼大学院自然科学教育部長に就任した。